# Стрейкер, Энтони
Энтони Отнил Стрейкер (англ. Anthony Othneal Straker; 23 сентября 1988, Лондон, Англия) — английский футболист, выступавший на позиции защитника и полузащитника. Выступал в сборной Гренады.

## Клубная карьера
Энтони занимался в футбольной академии «Кристал Пэлас».
В 2007 году после успешного просмотра подписал контракт с клубом «Олдершот Таун», выступавшим в Национальной Конференции. После впечатляющей игры в первой половине сезона Стрейкер в феврале 2008 продлил свой контракт до июля 2010 года. В первом сезоне Энтони провёл 43 игры, а «Олдершот» занял первое место в Конференции, набрав рекордное 101 очко и выдав 18-и матчевую серию. В том же году Стрейкер стал обладателем Кубка Футбольной Конференции. Во Второй лиге Энтони дебютировал 16 августа 2008 года, выйдя на замену в перерыве матча с «Борнмутом». 23 января 2010 года, вновь в игре против «Борнмута», Стрейкер забил свой первый гол в карьере, который принёс его клубу победу 2:1.
В январе 2011 года был отдан в месячную аренду в «Уиком Уондерерс». Принял участие в 4 матчах Второй лиги.
2 июля 2012 года подписал двухлетний контракт с клубом «Саутенд Юнайтед», также выступающий во Второй лиге. Так как Энтони на момент перехода было меньше 23 лет, «Саутенд» должен был выплатить компенсацию «Олдершоту», размер которой составил £17,500 и бонусы.
В сезоне 2012/13 вместе с «Саутендом» дошёл до финала Трофея Футбольной лиги, где его клуб уступил «Крю Александра». Энтони провёл все 90 минут решающего матча.
12 июня 2014 года, после отказа продлевать контракт с «Саутендом», подписал двухлетнее соглашение с «Йорк Сити», выступающем во Второй Лиге Англии.

## Карьера в сборной
Энтони сыграл в 2005—2006 годах два матча за юношескую сборную Англии (до 18 лет).
В январе 2008 года Стрейкер был вызван в сборную Барбадоса на предстоящий отборочный матч к Чемпионату мира 2010 против Доминики, однако участия в игре не принимал.
В мае 2011 года был включён в заявку сборной Гренады на предстоящий Золотой кубок КОНКАКАФ 2011. Дебют Стрейкера за национальную сборную пришёлся на первый матч турнира против Ямайки.

## Достижения
- Победитель Национальной Конференции (1): 2007/08
- Обладатель Кубка Футбольной Конференции (1): 2007/08